# 217

## Úmrtí
- 8. dubna – Caracalla, římský císař (* 4. dubna 188)
- Iulia Domna,  římská císařovna, druhá manželka římského císaře Septimia Severa (* ?)

## Hlavy států
- Papež – Zefyrinus (197/201–217) » Kalixtus I. (217–222) + Hippolytus, vzdoropapež (217–235)
- Římská říše – Caracalla (211–217) » Macrinus (217–218) + Diadumenianus (217–218), spoluvladař
- Parthská říše – Vologaisés VI. (207/208–227/228), Artabanos IV. (213–224)
- Kušánská říše – Vásudéva I. (190–230)
- Čína, dynastie Chan (206 př. n. l. – 220 n. l.) – císař Sien-ti (189–220)
- Japonsko (region Jamataikoku) – královna Himiko (175–248)